# Rostadneset
Rostadneset är en tätort i Fredrikstads kommun i Østfold fylke i sydöstra Norge. Orten är belägen vid fylkesväg 112, cirka tretton kilometer nordöst om staden Fredrikstad och 9,5 kilometer väster om staden Sarpsborg. Den 1 januari 2022 hade tätorten 280 invånare.
Tidigare har orten tillhört dåvarande Rolvsøy kommun.